# Victoria Cup
La Victoria Cup es un torneo de selecciones africanas de rugby.

## Participantes
En la edición 2023, participaron 3 selecciones.
- Selección de rugby de Kenia
- Selección de rugby de Uganda
- Selección de rugby de Zambia

## Campeonatos
| Edición | Año  | Campeón  | 2º puesto | 3º puesto | 4º puesto |
| ------- | ---- | -------- | --------- | --------- | --------- |
| I       | 2010 | Kenia    | Uganda    | Zimbabue  |           |
| II      | 2011 | Zimbabue | Kenia     | Uganda    |           |
| III     | 2019 | Zimbabue | Kenia     | Uganda    | Zambia    |
| IV      | 2023 | Uganda   | Kenia     | Zambia    |           |

## Posiciones
Número de veces que los equipos ocuparon cada posición en todas las ediciones.
| Equipo   | Campeón | 2º puesto | 3º puesto | 4º puesto |
| -------- | ------- | --------- | --------- | --------- |
| Zimbabue | 2       |           | 1         |           |
| Kenia    | 1       | 3         |           |           |
| Uganda   | 1       | 1         | 2         |           |
| Zambia   |         |           | 1         | 1         |